# De Minimensjes
De Minimensjes, ook als De Mini-mensjes geschreven, (Frans: Les Petits Hommes)  is een stripreeks van Pierre Seron. Het eerste verhaal van de Minimensjes verscheen in het weekblad Spirou/Robbedoes op 7 september 1967. Het scenario was van Albert Desprechins. In 1974 volgden stripalbums uitgegeven door Dupuis. Seron deed de scenario's en het tekenwerk bij 26 albums zelf, voor de andere werd hij bijgestaan door de scenarioschrijvers Jean Mariette (onder de pseudoniemen Hao en Mittéï), Albert Desprechins, Roland Goossens (Gos) en Walter Goossens (Walt). Na 2004 zijn er geen nieuwe vertaalde albums meer verschenen voor de Nederlandse markt. In de originele Franse taal ging de reeks tot nummer 44 Eslapion 3, dat verscheen in 2010 bij uitgeverij Clair de Lune.

## Inhoud
Hoofdpersonen zijn De Vries, zijn vrienden Appelaar en Strooker, professor Hondegger, juffrouw Velijn, piloot Bommers, Grietje en vele anderen. Het volk van de minimensjes ontstond doordat ze een geheimzinnige meteoriet vonden, die de afmetingen van de mensen bij aanraking sterk verkleint. Gelukkig vindt de professor een middel om dit tijdelijk weer om te keren. In het eerste album rijdt een vrachtwagen met 10 ton porselein in op een stuwdam, waardoor het dorp Ellendam bedreigd wordt door een overstroming en het uiteindelijk moet worden verlaten. Men vindt een paar grotten aan de kust langs de oceaan waar Ellendam II wordt gesticht. Hier spelen de volgende verhalen zich af. De Coleopter is het futuristische luchtvoertuig waarmee veel van de bedreigingen kunnen worden afgewend. In de verhalen spelen heden, verleden en toekomst zich tegelijk af.

## Lijst van albums
Niet alle verhalen uit Spirou/Robbedoes werden uitgebracht als album.
1. De uittocht door Seron, 1974, ISBN 90-314-0257-5
2. Minimensjes in Brontoxico door Seron, 1974, ISBN 90-314-0258-3
3. Soldaten uit het verleden door Seron en Hao, 1975, ISBN 90-314-0355-5
4. De waterratten door Seron en Hao, 1975, ISBN 90-314-0405-5
5. Het oog van de cycloop door Seron en Hao, 1976, ISBN 90-314-0446-2
6. Het spookschip door Seron en Hao, 1977, ISBN 90-314-0489-6
7. Grijpers van de samoerai door Seron en Mittéï, 1977, ISBN 90-314-0513-2
8. Droompoeder door Seron en Hao, 1978, ISBN 90-314-0546-9
9. De Driehoek des Doods (deel 1) door Seron en Mittéï, 1979, ISBN 90-314-0561-2
10. Het diepzeevolk (deel 2) door Seron en Mittéï, 1980, ISBN 90-314-0601-5
11. In de klauwen van de Heer door Seron en Mittéï, 1981, ISBN 90-314-0657-0
12. De wesp door Seron, 1981, ISBN 90-314-0698-8
13. Gevangenen van de tijd door Seron, 1982, ISBN 90-314-0755-0
14. Mini-mensjes en aapmensen door Seron, 1983, ISBN 90-314-0829-8
15. Mosquito 417 door Seron en Hao, 1984, ISBN 90-314-0923-5
16. De planeet Ranxerox door Seron, 1985, ISBN 90-314-0969-3
17. Het witte gat door Seron, 1985, ISBN 90-314-1021-7
18. De pickpocket door Seron en Desprechins, 1986, ISBN 90-314-1066-7
19. Alarm in Ellendam door Seron, Gos en Walt, 1985, ISBN 90-314-1047-0
20. Ondergronds offensief door Seron en Mittéï, 1986, ISBN 90-314-1105-1
21. De 6 klonen door Seron, 1987, ISBN 90-314-1171-X
22. De kleine kluizenaar (inclusief: Een mini-handje helpen, Dubbelspel en De onderhuurders van de Heer) door Seron en Mittéï, 1986, ISBN 90-314-1207-4
23. De laatste der Mini-mensjes door Seron, 1988, ISBN 90-314-1220-1
24. De goudmijn door Seron, 1988, ISBN 90-314-1262-7
25. Minimensjes en mini-gagagags, 1989, ISBN 90-314-1317-8
26. De reis tussen twee werelden door Seron, 1990, ISBN 90-314-1356-9
27. C + C = Boem door Seron, 1991, ISBN 90-314-1412-3
28. De Catherinettes door Seron, 1992, ISBN 90-314-1478-6
29. Zuurkool Melba door Seron, 1993, ISBN 90-314-1546-4
30. Baby Tango door Seron, 1994, ISBN 90-314-1644-4
31. Tchakakahn door Seron, 1995, ISBN 90-314-1723-8
32. Melting pot door Seron, 1996, ISBN 90-314-1782-3
33. Twintigduizend mijl onder de aarde door Seron, 1997, ISBN 90-314-1840-4
34. Van harte, mama! door Seron, 1998, ISBN 90-314-2021-2
35. Duels door Seron, 1999, ISBN 90-314-2118-9
36. Bil van Klei & Zn. door Seron, 1999, ISBN 90-314-2224-X
37. Bingo door Seron, 2000, ISBN 90-314-2276-2
38. De grote school door Seron, 2001, ISBN 90-314-2363-7
39. De mierkrabben door Seron, 2002, ISBN 90-314-2435-8
40. Wedden ! door Seron, 2003, ISBN 90-314-2521-4
41. Operatie IQ door Seron, 2004, ISBN 90-314-2618-0
42. Au nom du frère[2] door Seron, 2006
43. Castel Montrigu[2] door Seron, 2007
44. Eslapion 3[2] door Seron, 2010

### Okay-reeks
- Alarm in Ellendam, 1972

### Integraal
Dupuis geeft ook een Franse integrale editie van alle verhalen, aangevuld met een dossier, uit. In 2016 is uitgeverij Saga begonnen met een Nederlandse vertaling hiervan.

## Dubbelstrip met de Katamarom
Het album "De pickpocket" (het 18de album in de serie) vormt samen met het Katamarom-verhaal "De wraak van de Kromoks" (album 14 in de Katamarom-reeks) een dubbelverhaal.